# Roccantica
Roccantica ist eine italienische Gemeinde mit 542 Einwohnern (Stand 31. Dezember 2023) in der Provinz Rieti in der Region Latium.
|  |

## Geographie
Roccantica liegt 68 km nördlich von Rom und 35 km südwestlich von Rieti in der Hohen Sabina, dem Bergland zwischen Rieti und dem Tal des Tiber. Der Ortskern befindet sich am Abhang des Monte Pizzuto, der mit 1288 m s.l.m die höchste Erhebung des Gemeindegebiets bildet. Der tiefste Punkt liegt bei 98 m s.l.m.
Die Gemeinde wird in der Erdbebenzone 2 (mittel gefährdet) geführt. Roccantica ist Mitglied der Comunità Montana Sabina IV Zona.
Die Nachbarorte sind Cantalupo in Sabina, Casperia, Monte San Giovanni in Sabina, Poggio Catino, Rieti und Salisano.

### Verkehr
Die nächste Autobahnauffahrt ist Ponzano Soratte an der A1 Autostrada del Sole in 18 km.
Der nächste Bahnhof ist in Poggio Mirteto an der Regionalbahnstrecke FR1 in 11 km Entfernung vorhanden.

## Geschichte

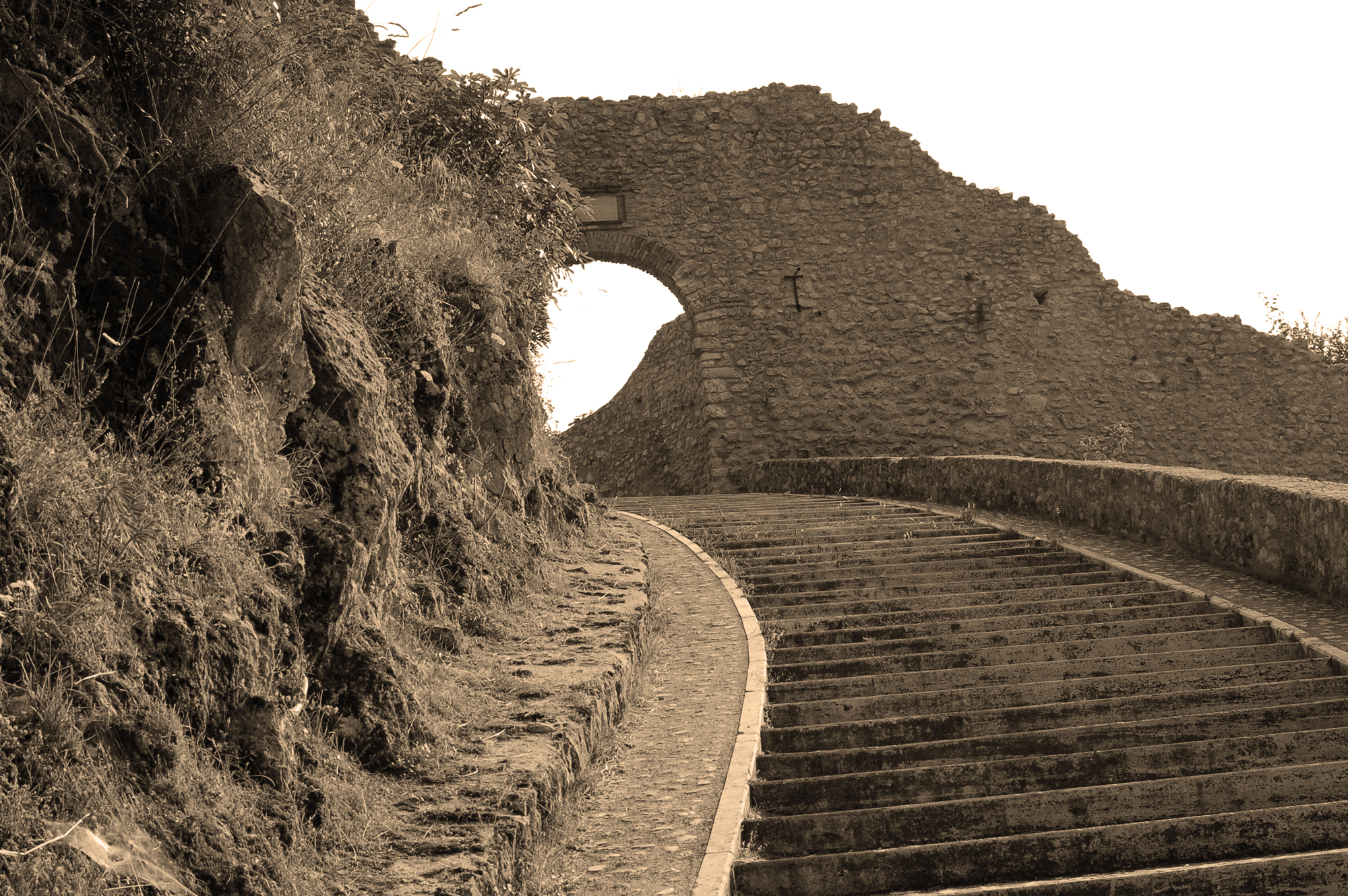
Aufstieg zur Burg

Roccantica wurde 792 als Fundus Antiquum in einer Urkunde der Abtei Farfa erstmals erwähnt, in deren Besitz es sich ab 840 unter dem Namen Rocca de Antiquo befand. 1060 verteidigten die Roccolani Papst Nikolaus II., der sich in der Burg verschanzt hatte, erfolgreich gegen die Crescentier und deren Papst Benedikt X. Von 1415 bis 1695 gehörte der Ort den Orsini, bis ihn Flavio Orsini, Fürst von Nerola, Herzog von Bracciano und San Gemini, an die  Odescalchi verkaufte. Da die Camera Apostolica den Verkauf bestritt, konnten die Odescalchi den Besitz nur bis 1722 halten. Danach unterstand es direkt dem Heiligen Stuhl und wurde 1860 Teil des Königreichs Italien. Seit 1927 gehört es zur Provinz Rieti und damit zur Region Lazio.

## Bevölkerungsentwicklung
| Jahr      | 1861 | 1881 | 1901 | 1921 | 1936 | 1951 | 1971 | 1991 | 2001 |
| --------- | ---- | ---- | ---- | ---- | ---- | ---- | ---- | ---- | ---- |
| Einwohner | 704  | 853  | 943  | 1057 | 914  | 897  | 584  | 549  | 631  |

Quelle: ISTAT

## Politik
Alberto Sciarra (Lista Civica: Per Roccantica) wurde am 26. Mai 2019 zum Bürgermeister gewählt.

## Sehenswürdigkeiten
- Die Ruine der Torre Nicolò II., Teil der ehemaligen Burg, erinnert an den Papst, der hier Schutz suchte.
- Das ehemalige Kloster der Klarissen ist im einstigen Palazzo der Orsini am Ortsanfang untergebracht.
- In der Pfarrkirche Santa Maria Assunta mit ihrer spätbarocken Fassade sind diverse Kunstwerke zu sehen, die besonders Gemälde im Altar und den Seitenkapellen  sind.
- Die Kirche Sant’Antonio dient heute als Kriegergedächtnisstätte.
- In der Kirche Santa Caterina di Alessandria schildern Fresken die Legende der Heiligen in Episoden. Sie stammen aus dem Jahre 1430.
- In der Kirche Santa Maria di Piedirocca ist ein Fresko der Volkskunst vorhanden, welches die thronende Madonna in den Wolken und darunter in der Predella eine Reihe von Tieren um einen Brunnen zeigt.

## Veranstaltungen
In der Mitte des August wird in jedem Jahre die Veranstaltung des Medioevo in Festa durchgeführt.